# Wiktor Iwanowitsch Kneib

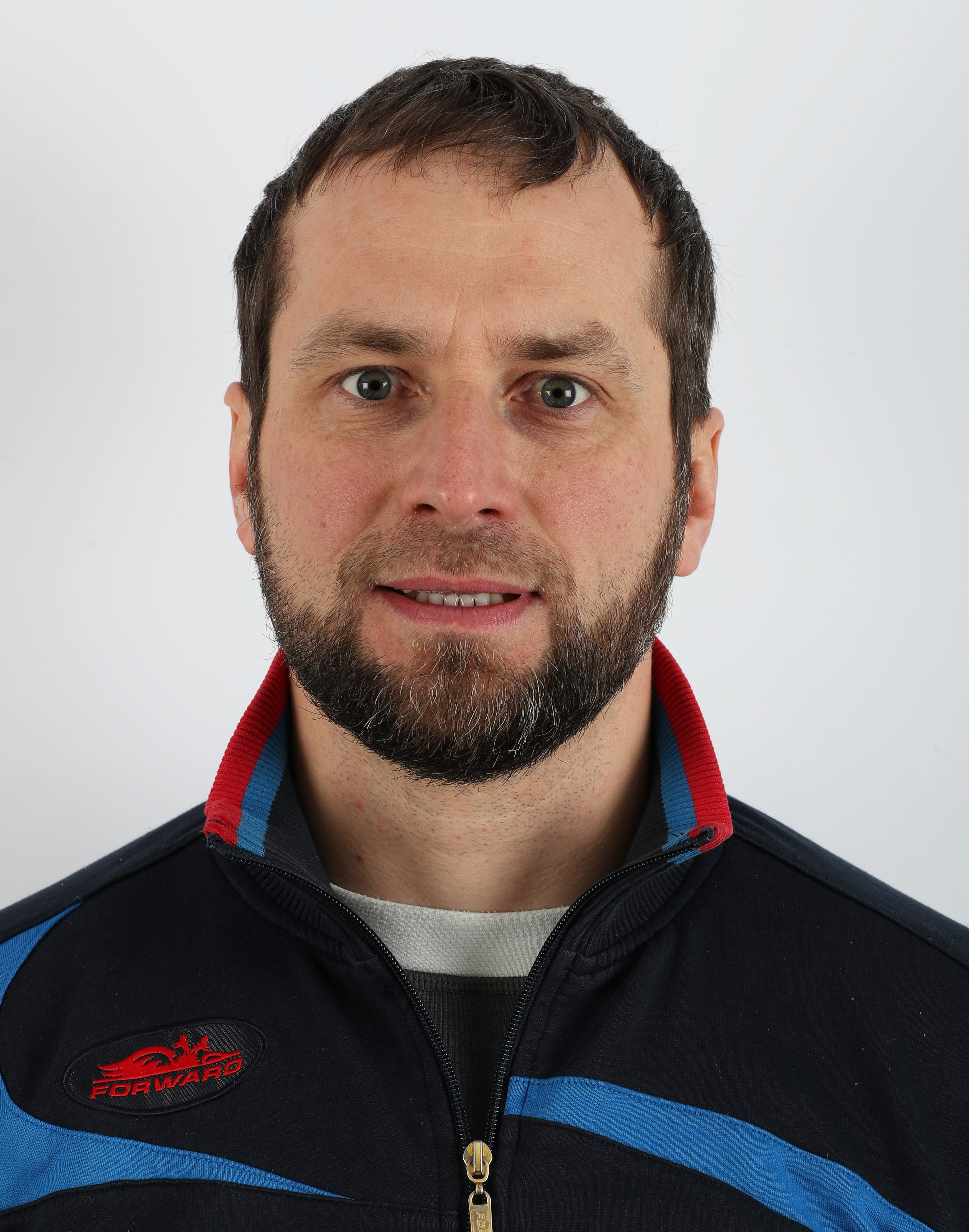
Wiktor Iwanowitsch Kneib, 2018

Wiktor Iwanowitsch Kneib (russisch Виктор Иванович Кнейб; * 19. April 1980 in Bratsk) ist ein russischer Rennrodler.
Wiktor Kneib ist seit 1997 Rennrodler, seit 1998 gehört er dem russischen Nationalkader an. Der Sportlehrer und Sportsoldat aus Bratsk nimmt seit 1999 regelmäßig an internationalen Wettkämpfen teil. 2000 startete er erstmals bei Weltmeisterschaften. Die Beste Platzierung erreichte er in St. Moritz als Siebter mit dem Team. Bei den Olympischen Spielen 2002 von Salt Lake City wurde er Zwanzigster. In der Saison 2004/05 belegte Kneib den zehnten Rang im Gesamtweltcup, im Challenge-Cup 2004/05 wurde er Achter. Die Rennrodel-Weltmeisterschaften 2005 in Park City beendete er als Neunter. 2005/06 belegte er sowohl in der Gesamtwertung des Rennrodel-Weltcups wie auch im Challenge-Cup 2005/06 und bei der Europameisterschaft in Winterberg sechste Plätze. Kneib startete 2006 ein zweites Mal bei den Olympischen Spielen von Turin und wurde Elfter. In der Folgesaison beendete er den Challenge-Cup 2006/2007 als Fünfter, die Rennrodel-Weltmeisterschaften 2007 in Igls als Achter, 2008 bei der EM in Cesana 15. In der Saison 2007/08 in Igls und 2008/09 in Sigulda konnte er Fünfter in Weltcuprennen werden.
Die Rennrodlerin Wiktorija Kneib ist seine Schwester.